# Distichophyllum minutum
Distichophyllum minutum är en bladmossart som beskrevs av C. Müller 1900. Distichophyllum minutum ingår i släktet Distichophyllum och familjen Hookeriaceae. Inga underarter finns listade i Catalogue of Life.